# Jans Juriaensz van Baden
Hans (Johannes, Jans) Juriaensz van Baden, né en 1604 à Steinbach (de) et mort en décembre 1677 à Amsterdam, et enterré le 21 décembre 1677 est un peintre néerlandais. Il est un des peintres spécialistes de la peinture architecturale du XVIIe siècle.

## Biographie
Il est né à Steinbach en 1604. Il est d'abord matelot. il se marie en 1633 avec Jannetje van der Meer à Arnemuiden, puis une seconde fois en tant que veuf en mai 1635 avec Brechtjen Jacobsz., et une troisième fois en tant que veuf avec Clasine Jansz. te Matena en décembre 1652 à Amsterdam et une quatrième fois en tant que veuf avec Annetie Alberts vanden Berg à Sloterdijk.
Il a été actif à Arnemuiden de 1633 à 1635, puis à Amsterdam de 1635 à sa mort en 1677.
On dispose de très peu d'information sur sa vie ainsi que sur sa formation. Selon A. Bredius, il aurait pendant les années de son premier mariage à Arnemuiden (1633-1635) été l'élève de Dirk van Delen. Il produit presque uniquement des intérieurs d'église. Il subit diverses influences, entre 1625 et 1640, et évolue très progressivement modifiant les modèles du début du siècle (représentation des intérieurs d'églises « en tunnel » avec un seul point de fuite), et cherche à en dépasser les limites. On verra des vues moins complexes, plus aérées évoquant de plus larges espaces.

## Œuvres

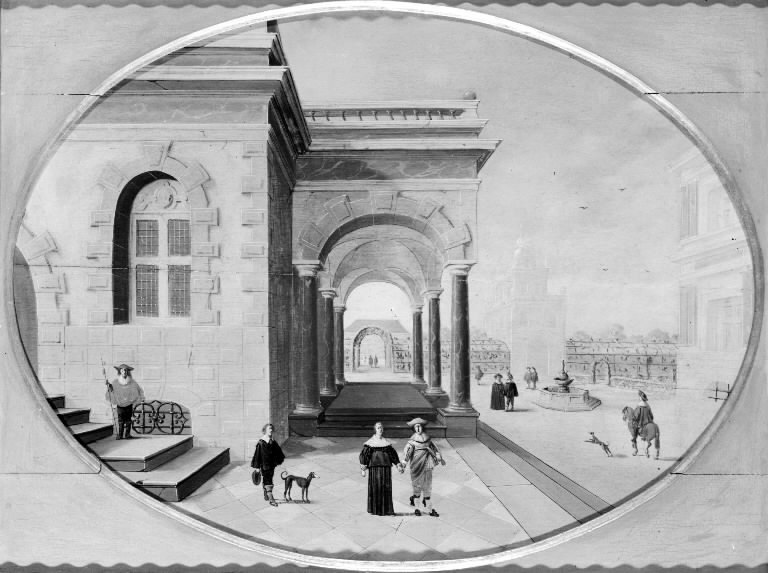
Vue du manoir (1638), Statens Museum for Kunst.

Il a peint quelques scènes d'architecture, des palais, mais surtout des intérieurs d'églises, quelques-unes sur des panneaux ovales.
En s'inspirant de la gravure de Hendrick Aerts, van Baden a accentué la représentation de nefs exagérément étroites reposant sur une forêt de colonnes. Il a tendance a simplifier l'architecture et accentuer l'impression d'espace et de vide.
Contemporain de Gerard Houckgeest, il n'a pas suivi le mouvement des représentations à double point de fuite apparu en 1650.

### En collection publique
- Intérieur d'église avec le Christ, Staatliches Museum,  Schwerin.
- Vue d'un palais, Statens Museum for Kunst, Copenhague.
- Intérieur d’église, Huile sur bois, 17e siècle, Musée des Beaux-Arts et d'Archéologie, Roanne.